# مرکز همایش‌های بین‌المللی اصفهان
سالن اجلاس و همایش‌های بین‌المللی اصفهان محل برگزاری اجلاس و همایشهای مهم شهر اصفهان است. این سالن توسط شهرداری و استانداری اصفهان علاوه بر آن شرکت های دولتی خصوصی ساخته شده و در ۱۴۰۰ تکمیل شد. دولت نام رسمی آن را مرکز همایش بین المللی امام خامنه ای گذاشته است.
طرح این پروژه در فروردین سال ۱۳۹۰، با حضور مقامات کشوری  به زمین‌خورده شد. قرار بر این بود این پروژه عظیم در کمتر از ۱۸ ماه ساخته و تجهیز شود. دولت در ابتدا قول داد ۱۰۰ میلیارد تومان از هزینه ساخت آن را متعهد شود و در کنار آن نیز، شهرداری زمینی به مساحت ۵۰ هکتار در شرق اصفهان خریداری کرد ولی از ردیف بودجه ۹۴ حذف شد. ساخت و ساز تا سال ۱۳۹۹ ۸۰٪ با ۶۷۰ میلیارد تومان هزینه تمام شده بود. سرانجام در سال ۱۴۰۰ شهرداری اصفهان با هدف ایجاد زیر ساخت ارزشمند بین المللی با بودجه ۱۲۰۰ میلیارد تومانی فاز اول و دوم این پروژه را به پایان رساند.

## مشخصات
- سالن اصلی، دفاتر اداره، کنکورس، سینما (  ۵۰۰ نفر )،  هال(مساحت ۱۱۳۵ متر مربع )،  پذیرایی دو طبقه که سیستم صوت مجزا دارد (مساحت ۲۷۰۰ متر مربع)

- ویلاها
- هتل: ۱۲ طبقه ۲۵۰ اتاق و سویت (مساحت ۲۰ هکتار)
- شش (۶) طبقه مجموعه همایش – اقامت – مرکز خرید (۲۰۵ هزار مترمربع زیربنا)
- مسجد
- دیگر قسمت ها:پارکینگ - انبار - آشپزخانه - میدان ورودی پلازا - نیروگاه خورشیدی - مرکز کنترل
- محوطه ۳۵ هکتار

## معماری
جایزه سازه برتر فلزی در چهارمین کنفرانس ملی سازه و فولاد در سال ۹۲ و طرح برتر پنجمین کنفرانس ملی سازه و فولاد در سال ۱۳۹۳ 